# Corinna A. Horn
Corinna Ariadne Horn (Berlino, 19 febbraio 1978) è un'attrice tedesca.

## Biografia
A soli otto anni, nel 1986, partecipa al programma sportivo dedicato ai bambini Mach mit, mach's nach, mach's besser. Studia, tra il 2001 e il 2005, all'Accademia di Arte Drammatica Ernst Busch di Berlino. Dal 2005 al 2006 è nel cast della serie di RTL Hinter Gittern - Der Frauenknast, con il ruolo di Daniela Kallweit. È nota per la sua partecipazione alla soap opera di ZDF La strada per la felicità, con il ruolo di Elsa Ritter, dal 2007 al 2009.
Oltre alla recitazione, pratica danza jazz e moderna.

## Filmografia

### Televisione
- Hinter Gittern - Der Frauenknast – serial TV, 33 puntate (2005-2006)
- La strada per la felicità (Wege zum Glück) – serial TV, 455 puntate (2007-2009)

## Programmi televisivi
- Volla Kanne (2008)